# Llista d'aerolínies de Txèquia
La següent és una llista de les aerolínies que operen actualment a la República Txeca:
| Aerolínia      | IATA | OACI | Distintiu | Fundació |
| -------------- | ---- | ---- | --------- | -------- |
| Czech Airlines | OK   | CSA  |           | 1923     |
| SmartWings     | QS   | TVS  |           | 2004     |
| Travel Service | QS   | TVS  |           | 1997     |